# ヒットスコープ
『ヒットスコープ』は、1968年10月2日から1970年3月25日まで日本テレビ系列局で放送されていた日本テレビ製作の歌謡番組である。放送時間は毎週水曜 19:00 - 19:30 （日本標準時）。

## 出演者

### 出演歌手
- 舟木一夫
- 千昌夫
- 青江三奈
- 由紀さおり
- オックス
- 黛ジュン
- ほか多数